# Żedywid
Żedywid (zm. 1410?) – kniaź litewski, książę podolski (?). 
Według tzw. Kroniki Bychowca był on synem wlk. księcia litewskiego Olgierda, co zakwestionował XIX-wieczny historyk Józef Wolff oraz współczesny historyk Jan Tęgowski.
Zdaniem historyka Stefana M. Kuczyńskiego Żedywid był synem Michała-Koriata Gedyminowicza i był jednym z wodzów litewskich podczas bitwy pod Grunwaldem, gdzie poległ; jego córka Zofia, dziedziczka Podola, była żoną księcia Dymitra Semenowicza Druckiego-Zubrewickiego. Jednak wg J. Tęgowskiego prawa Zofii do Podola mogły wynikać z faktu poślubienia przez Żedywida siostry lub córki któregoś z synów Koriata.